# William Larimer, Jr.
Pour les articles homonymes, voir Larimer.
William Larimer, Jr. (1809-1875) était un colon américain et un investisseur. Il est célèbre pour être le fondateur de la ville de Denver dans le Colorado en 1858. Larimer était souvent nommé Général Larimer à la suite de sa participation dans la milice de Pennsylvanie.

## Biographie
Larimer est né dans le comté de Westmoreland en Pennsylvanie et fit sa fortune dans l'industrie des chemins de fer à Pittsburgh. Il se mit ensuite à faire de la spéculation sur les prix des terrains dans les années 1850 dans ce qui était à l'époque nommé Territoire du Kansas. Il eut neuf enfants. En 1858, Larimer créa la Denver City Land Company dans le but de créer une nouvelle ville à l'ouest du territoire près d'un endroit où l'on avait découvert de l'or récemment.
Le 22 novembre 1858, Larimer arriva en haut d'une colline à l'endroit où le cours d'eau de Cherry Creek se jette dans la rivière South Platte. La région était en plein boum économique à la suite de la ruée vers l'or de Pikes Peak. Il commença par construire sur la colline de nombreux cabanons en rondins de bois pour y attirer des personnes. Larimer décida de nommer l'endroit Denver City en l'honneur du gouverneur du territoire du Kansas, James W. Denver en espérant ainsi que sa cité devienne le siège du comté d'Arapahoe.
Larimer aplanit la zone et vendit des habitations aux mineurs et aux colons. Denver City fusionna plus tard avec la localité proche d'Auraria qui avait été fondée, avant Denver, par William Greenbury Russell. Larimer eut un rôle important lors de la création du Territoire du Colorado en 1861, et Denver devint la capitale de ce nouveau territoire, pris en partie sur l'ancien territoire du Kansas et sur des terres indiennes obtenues lors de la signature la même année du Traité de Fort Wise. Il espéra devenir le gouverneur de l'état mais celui-ci, choisi par Abraham Lincoln, fut finalement William Gilpin du Missouri.
Larimer est mort en 1875 à Leavenworth dans le Kansas. Plusieurs lieux du pays portent son nom comme la Larimer Street et le Larimer Square à Denver mais aussi le comté de Larimer (Colorado) et la localité de Larimer près de Pittsburgh.